# Notre-Dame du Laus
Notre-Dame du Laus je místní část francouzské obce Saint-Étienne-le-Laus, ležící v departmentu Hautes-Alpes v regionu Provence-Alpes-Côte d'Azur.

## Historie
Notre-Dame du Laus patří k obci Saint-Étienne-le-Laus, která se původně jmenovala Saint-Étienne d'Avançon, podle nedalekého města Avançon, které bylo centrem někdejšího hrabství. Přejmenována byla v roce 1914. Vesnička obklopuje poutní místo Svatyně Panny Marie z Laus.

### Mariánská zjevení v Laus
Zjevení Panny Marie v Laus je označení pro křesťanský fenomén z let 1664-1718. Vizionářce Benediktě Rencurelové (Benoîte Rencurel) se opakovaně zjevovala Panna Maria, představila se jí jako Útočiště hříšníků a vyzvala ji k modlitbě za hříšníky. Události byly od počátku sledovány církevními i státními orgány. Církevní schválení událostí v Laus probíhalo postupně, dokončeno bylo v roce 2008 a slavnostně oznámeno Mons. Di Falcem.

## Využití areálu
Areál vesničky slouží zejména k ubytování poutníků a personálu. V okolí baziliky jsou i restaurace a přednášková místa.

## Galerie

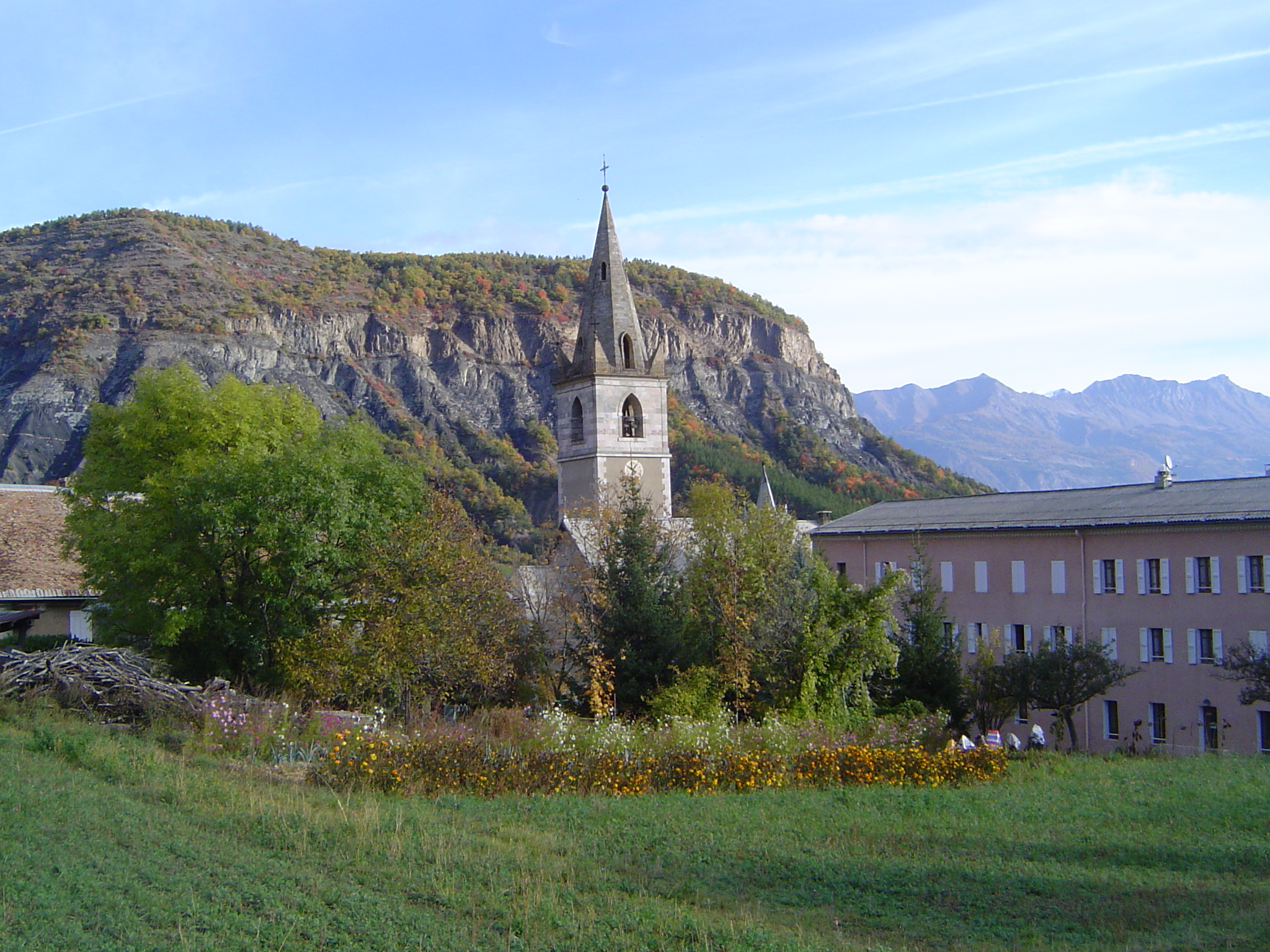
Bazilika a ubytovací zařízení
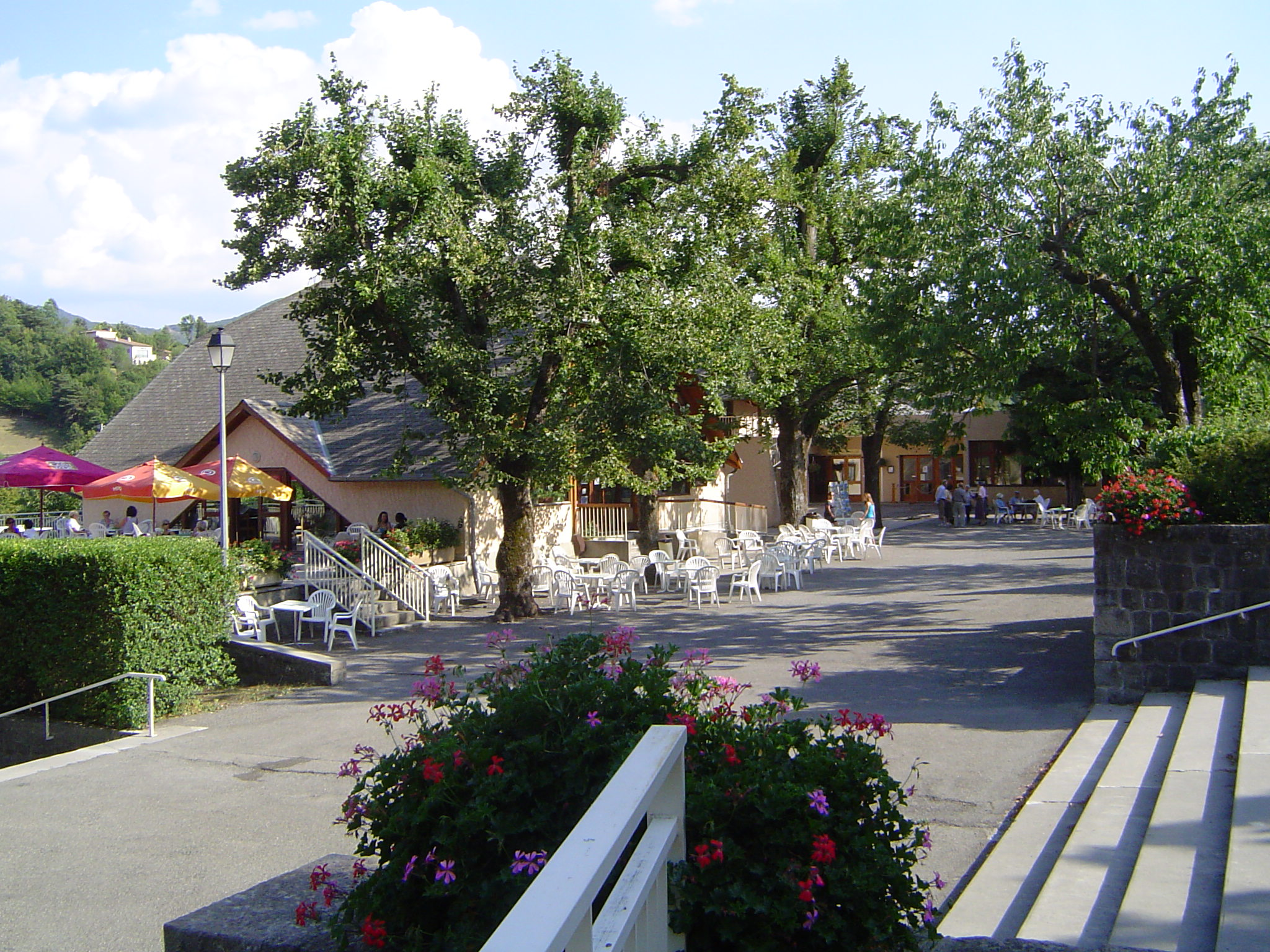
Restaurace v obci
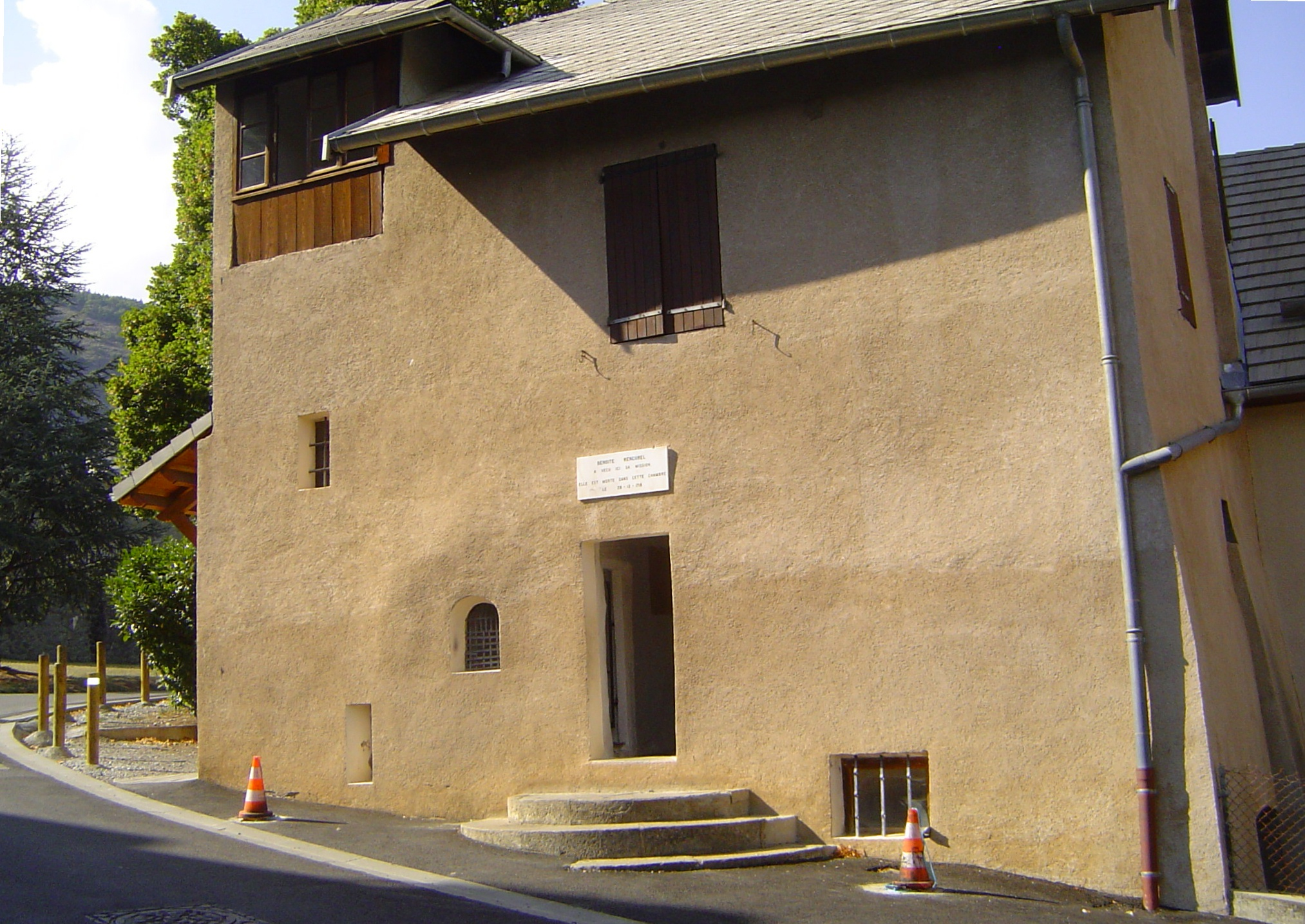
Dům, ve kterém žila Benedikta Rencurelová
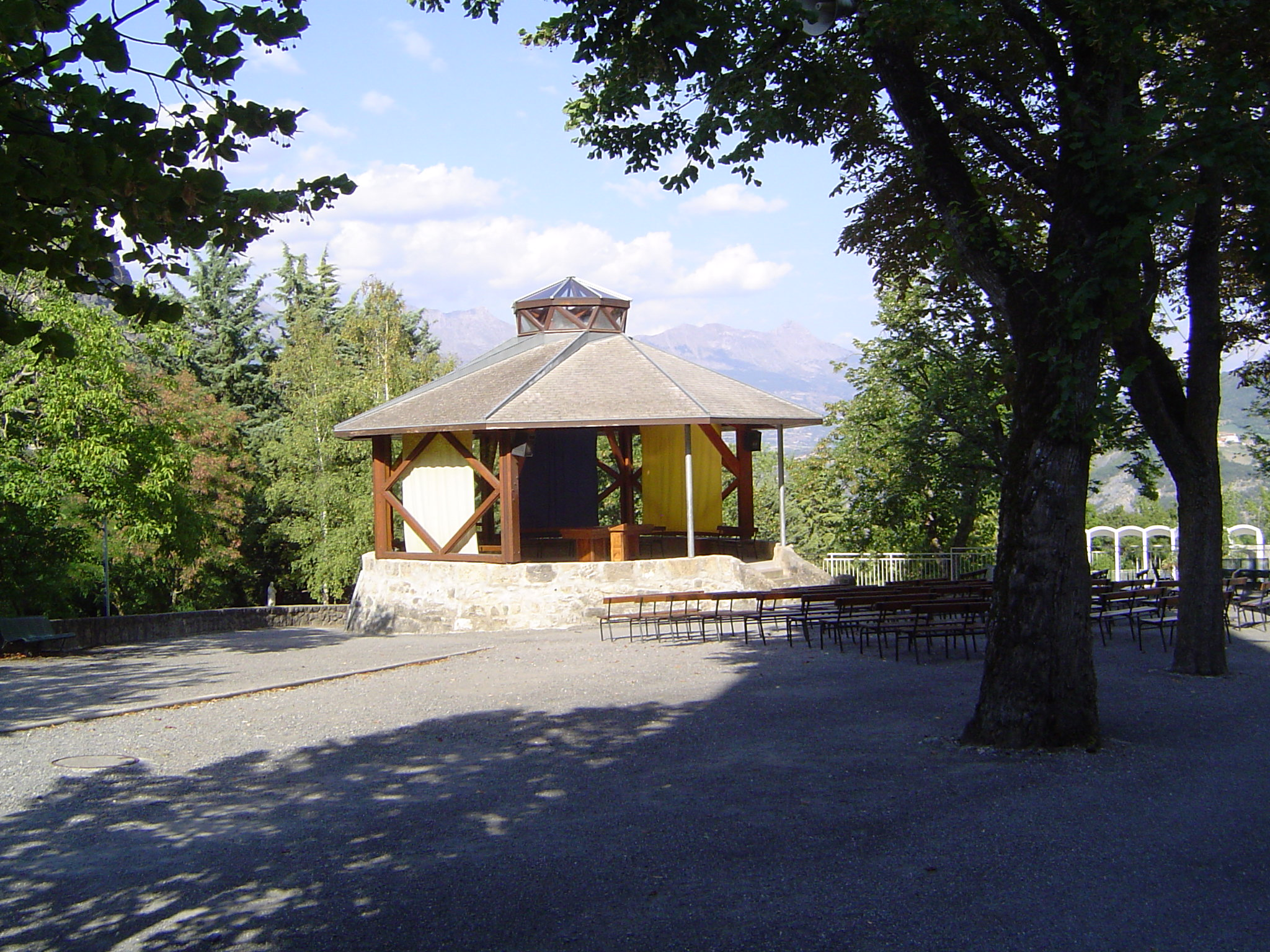
Přednáškové místo